# Ramløse Sogn
Ramløse Sogn er et sogn i Frederiksværk Provsti (Helsingør Stift).
I 1800-tallet var Annisse Sogn anneks til Ramløse Sogn. Begge sogne hørte til Holbo Herred i Frederiksborg Amt. Ramløse-Annisse sognekommune blev ved kommunalreformen i 1970 indlemmet i Helsinge Kommune, der ved strukturreformen i 2007 indgik i Gribskov Kommune.
I Ramløse Sogn ligger Ramløse Kirke.
I sognet findes følgende autoriserede stednavne:
- Bækkegård (bebyggelse)
- Nordkrog (bebyggelse)
- Ramløse (bebyggelse)
- Ramløse By (bebyggelse, ejerlav)
- Ramløse Sand (bebyggelse)
- Ramløse Å (vandareal)
- Skærød (bebyggelse)
- Skærød By (bebyggelse, ejerlav)
- Tågerup (bebyggelse)
- Tågerup By (bebyggelse, ejerlav)
- Ågerup (bebyggelse)
- Ågerup (bebyggelse, ejerlav)